# Galinden

Baltische stammen omstreeks 1200
Galinden

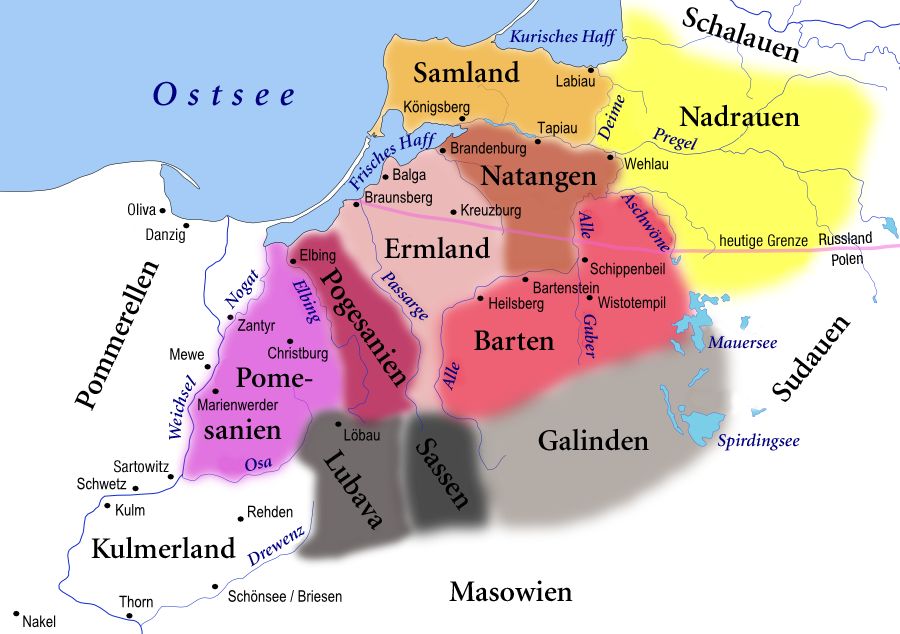
Pruisische gouwen in de 13e eeuw
Galinden

De Galinden waren een West-Baltische stam in het huidige Mazurië.
De stam der Galinden (Grieks: Γαλίνδοι - Galindoi, Latijn: Galindae) werd reeds in de oudheid genoemd, zoals door Claudius Ptolemaeus in zijn Geographia (2e eeuw v.Chr.) met een duidelijke aangave van hun woongebied. Volgens de overleveringen zou een groot deel zich bij de Goten aangesloten hebben, toen deze aan de benedenloop van de Wisła woonden.
In 1231 werd de gouw Galindo voor het eerst genoemd. De Pruisische gouw Galinden lag ten zuiden van Barten, ten oosten van Sassen (de grens liep langs de Omulew), ten westen van Sudovië en ten noorden van Mazovië (grens langs de Narew).
Galinden werd relatief laat door de Duitse Orde vanuit Creuzburg veroverd. Vanwege het deels zeer moeilijk toegankelijke terrein moesten de gebieden worden opgegeven en later weer veroverd: 1285 en 1348 Lötzen, 1335 en 1396 Angerburg, 1345 Johannisburg, en uiteindelijk in 1360 Ortelsburg.
In het zeer dunbevolkte gebied vestigden zich immigranten uit Mazovië. Uiteindelijk gingen de Galinden samen met andere oude Pruisische stammen, Duitse kolonisten en latere Poolse immigranten op in de moderne Mazurië.

## Goljaden
In Russische kronieken verschijnt vanaf de 11e eeuw de naam Goljad (голядь) verwijzend naar een Dnjepr-Baltische stam. Deze stam leefde in de buurt van Moskou, waar haar sporen nog tot in de 19e eeuw te volgen zijn. In de Engels-sprekende wereld wordt deze etnische groep soms aangeduid als Eastern Galindians, maar ondanks de gelijkenis in naam gaat men er tegenwoordig van uit dat er geen relatie tussen de beide bestond.